# غريغ مانسيل
غريغ مانسيل (بالإنجليزية: Greg Mansell)‏ (و. 1987  م) هو راكب دراجة هوائية، وسائق سيارة سباق بريطاني، ولد في دوغلاس، جزيرة مان، شارك في لو مان 24 ساعة.

## روابط خارجية
- غريغ مانسيل على موقع الاتحاد الدولي للدراجات (الإنجليزية)
- غريغ مانسيل على موقع أرشيف الدراجات (الإنجليزية)
- غريغ مانسيل على موقع إحصائيات الدراجات الإحترافية (الإنجليزية)
- غريغ مانسيل على موقع نسبة الدراجات (الإنجليزية)
- غريغ مانسيل على موقع Racing-Reference.info (الإنجليزية)
- غريغ مانسيل على موقع DriverDB.com (الإنجليزية)